# Juan José Cueto
Pour les articles homonymes, voir Cueto.
Cueto  Montero est un nom espagnol. Le premier nom de famille, en général paternel, est Cueto ; le second, en général maternel, souvent omis, est Montero.
Juan José Cueto Montero, né le 26 mai 1992, est un coureur cycliste dominicain. 

## Palmarès sur route

### Par année
- 2010
  -  Champion de République dominicaine du contre-la-montre juniors
- 2013
  - 3e du championnat de République dominicaine sur route espoirs
- 2014
  - 2e du championnat de République dominicaine du contre-la-montre espoirs
  - 2e du championnat de République dominicaine sur route espoirs
- 2016
  -  Champion de République dominicaine sur route
- 2017
  -  Champion des Caraïbes sur route
  - 2e étape du Grand Prix Juan Pablo Duarte[1]
  - 3e du Grand Prix Juan Pablo Duarte
- 2018
  - 1re étape de la Copa Cero de Oro (contre-la-montre)
  - 3e de la Copa Cero de Oro

### Classements mondiaux
| Année            | 2016 | 2017 |
| ---------------- | ---- | ---- |
| UCI America Tour | 146e | 330e |

## Palmarès sur piste

### Championnats nationaux
- 2013
  - 3e du championnat de République du scratch[4]
- 2014
  -  Champion de République dominicaine de poursuite par équipes (avec Augusto Sánchez, Norlandy Taveras et Jean Carlos Crispín[5])